# Sabando
Sabando es un concejo del municipio de Arraya-Maestu, en la provincia de Álava. 

## Despoblado
Forman parte del concejo los despoblados de:
- Oquerruri.[1]
- Sabando de Yuso.[2]

## Historia
Aparece mencionada en la reja de San Millán con el nombre de Sabando de Suso. En la Edad Media, era propiedad de los Señores de Gaona, que mandaron construir dos torres militares para defender este enclave estratégico y los caminos que por ahí pasaban que venían de Navarra y La Rioja hacia la Llanada Alavesa y la costa. En 1332 se menciona como su propietario Fernán Ruiz de Gaona, Arcediano de Álava y Cofrade de Arriaga.
En los siglos XVI y XVII son sus señores Los Hurtado de Mendoza, Condes de Orgaz, herederos de los Rojas. En 1678, la villa compra su independencia de Antoñana al rey Carlos II de España y se convierte en “villa de por sí”. Convertida en municipio tras la reforma municipal del siglo XIX, fue absorbida por el vecino municipio de Arraya entre los censos municipales de 1860 y 1877.
Hacia mediados del siglo XIX, el lugar, por entonces con ayuntamiento propio, tenía contabilizada una población de 96 habitantes. Aparece descrito en el decimotercer volumen del Diccionario geográfico-estadístico-histórico de España y sus posesiones de Ultramar de Pascual Madoz con las siguientes palabras:

SABANDO: v. con ayunt. en la prov. de Alaba (á Vitoria 7 leg.), part. jud. de Laguardia (6), aud. terr. de Búrgos (32), c. g. de las Provincias Vascongadas, dióc. de Calahorra (2). sit. en un barranco rodeado de alturas escabrosas por todos costados; clima saludable y solo se padecen algunos constipados. Tiene 24 casas, inclusa la municipal con cárcel; escuela de primera educacion para ambos sexos frecuentada por 20 alumnos y dotada con 18 fan. de trigo; igl. parr. (Sta. Maria) servida por dos beneficiados; dos ermitas (San Gervasio y Protasio y Santiago), y para el surtido de los vec. una fuente abundante de aguas comunes y saludables. El térm. confina N. Roitegui y Eguisate; E. Arenaza y Cicujano; S. Antoñana y Oteo, y O. San Vicente; comprendiendo dentro de su circunferencia montes poblados de hayas y robles. El terreno es arenisco, bastante productivo, y le atraviesa el r. Irazulo, que despues de cruzar tres puentes de madera va á confundirse con el Ega. caminos: los que conducen á los pueblos limitrofes, carretiles y algo penosos. El correo se recibe de Logroño, por el balijero de Sta. Cruz de Campezu, una vez á la semana. prod.: trigo, centeno, cebada, avena, habas, arvejas, lentejas, alubias, garbanzos, maiz, patatas y mijo; cria de ganado de toda especie, pero especialmente caballar; caza de perdices y corzos; pesca de truchas y cangrejos. ind.: ademas de la agrícola y pecuaria hay un molino harineros. pobl.: 16 vec., 96 alm. riqueza y contr. (V. Alava intendencia).
(Madoz, 1849, p. 603)

En 2022, tenía empadronados 43 habitantes.

## Demografía
| Gráfica de evolución demográfica de Sabando entre 1842 y 1860 |
| |
| Población de derecho según los censos de población del INE Población de hecho según los censos de población del INEEntre el censo de 1877 y el anterior, este municipio desaparece porque se integra en el municipio 01506 (Arraya) |

| Gráfica de evolución demográfica de Sabando entre 2000 y 2017 |
|                                                               |
| Población de derecho según los censos de población del INE.   |

## Patrimonio
Hay en el lugar una iglesia de la Natividad de Nuestra Señora.